# Glyptemys insculpta
Glyptemys insculpta је гмизавац из реда Testudines.

## Угроженост
Ова врста се сматра рањивом у погледу угрожености врсте од изумирања.

## Распрострањење
Врста је присутна у Канади и Сједињеним Америчким Државама.

## Станиште
Станиште врсте су слатководна подручја.